# 幹母音
幹母音（かんぼいん、英語: stem vowel）とは、ゲルマン語において動詞や名詞の語幹のアクセントのある音節の母音をいう
幹母音を規則的に変えることで活用する動詞を強変化動詞という。